# Efecto Pigmalión
El efecto Pigmalión, también conocido como efecto Rosenthal, es un fenómeno que se utiliza en psicología y pedagogía para referirse a la potencial influencia que ejerce la creencia de una persona en el rendimiento de otra. Supone, por tanto, algo importante de conocer y estudiar para los profesionales del ámbito educativo, laboral, social y familiar. El efecto Pigmalión debe su nombre al mito griego de Pigmalión, un escultor que se enamoró de una estatua que había tallado, y al final, ésta acabó cobrando vida.  
El efecto Pigmalión se puede identificar de las siguientes maneras:
- Suceso por el que una persona consigue lo que se proponía previamente a causa de la creencia de que puede conseguirlo.
- Las expectativas y previsiones de los profesores sobre el comportamiento de los alumnos condicionan las conductas de estos. (Rosenthal y Jacobson).
- Una profecía autocumplida es una expectativa que incita a las personas a actuar en formas que hacen que la expectativa se cumpla.

## Tipos
Efecto Pigmalión positivo o efecto Pigmalión propiamente dicho:
produce un efecto positivo en el sujeto, de forma que afianza el aspecto sobre el cual se produce el efecto, provocando un aumento de la autoestima del sujeto y del aspecto en concreto.
Efecto Pigmalión negativo o efecto Golem:
produce que la autoestima del sujeto disminuya y que el aspecto sobre el que se actúa disminuya o incluso desaparezca.

## Origen
El efecto Pigmalión tiene su origen en un mito griego, en el que un escultor llamado Pigmalión (Πυγμαλίων en griego antiguo) se enamoró de una de sus creaciones: Galatea. A tal punto llegó su pasión por la escultura que la trataba como si fuera una mujer real, como si estuviera viva. El mito continúa cuando la escultura cobra vida después de un sueño de Pigmalión, por obra de Afrodita, al ver el amor que éste sentía por la estatua, que representaba a la mujer de sus sueños.

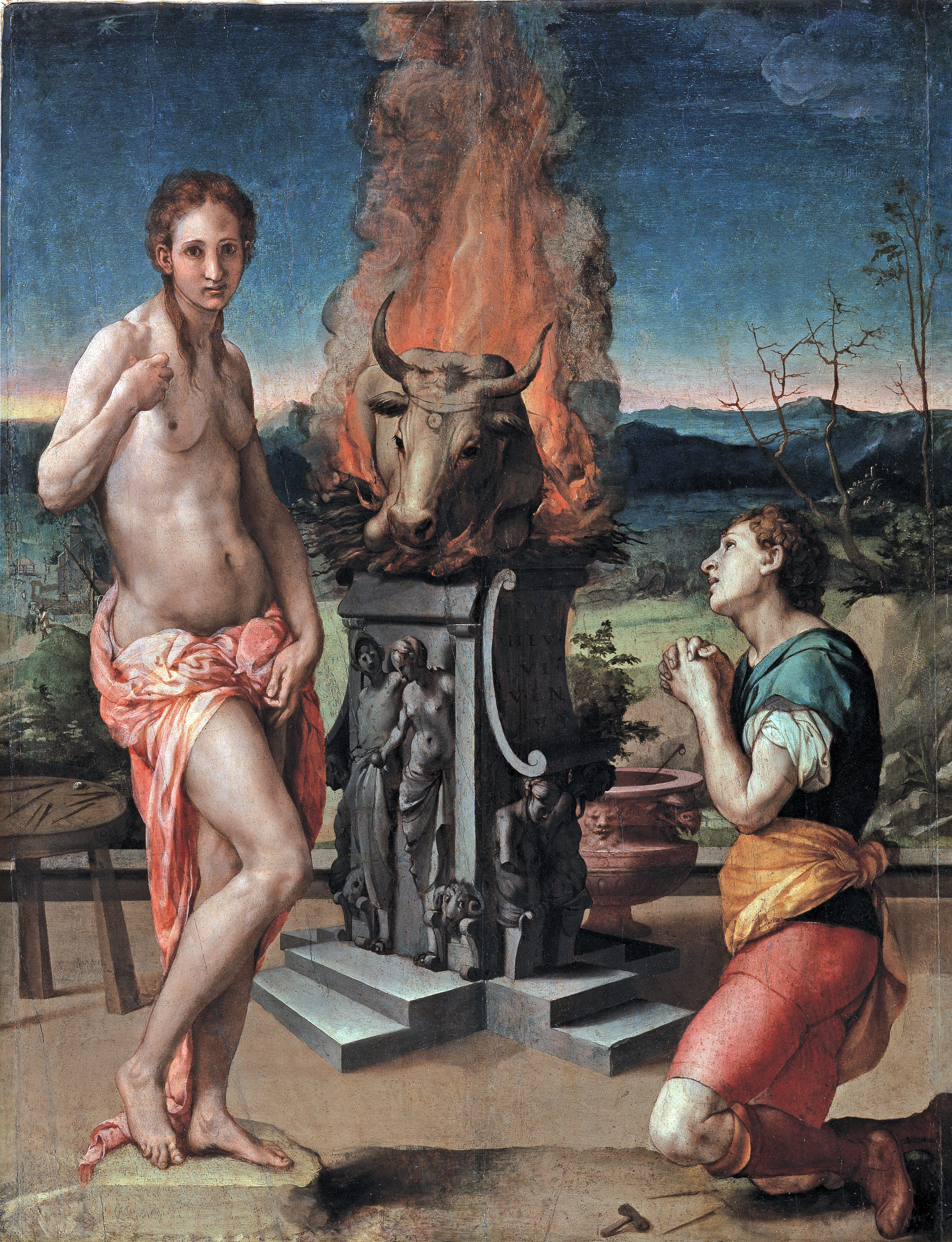
Pigmalión y Galatea, por Angelo Bronzino (1530).

Este suceso fue nombrado efecto Pigmalión ya que superó lo que esperaba de sí mismo y al creer que la estatua estaba viva esta llegó efectivamente a estarlo.
Igualmente el término también encuentra su origen en la obra de teatro Pigmalión de George Bernard Shaw.

## Ámbitos

### Educativo
Rosenthal y Jacobson estudian el efecto Pigmalión desde la perspectiva de la teoría de la profecía autorrealizada. Esta teoría la entendemos como uno de los factores que influyen en la motivación de los alumnos en el aula. Aparentemente parece que es un efecto mágico, pero no lo es, lo que ocurre es que los profesores formulan expectativas acerca del comportamiento en clase de diferentes alumnos y los van a tratar de forma distinta de acuerdo con dichas expectativas. Es posible que a los alumnos que ellos consideran más capacitados les den más y mayores estímulos, más tiempo para sus respuestas, etc. Estos alumnos, al ser tratados de un modo distinto, responden de manera diferente, confirmando así las expectativas de los profesores y proporcionando las respuestas acertadas con más frecuencia. Si esto se hace de una forma continuada a lo largo de varios meses, conseguirán mejores resultados escolares y mejores calificaciones en los exámenes.

### Laboral
Si un empleado recibe la continua aceptación de su jefe, es muy posible que aquel exhiba un alto desempeño en sus funciones y por tanto su rendimiento sea más alto, a la vez que efectivo. Si por el contrario, sus capacidades son siempre cuestionadas por parte del superior, la actitud indiferente y desmotivación por parte del subordinado irán aumentando, lo que incuestionablemente conllevará una disminución de la cantidad y calidad de su trabajo.
En el mundo de la empresa, el efecto Pigmalión viene a significar que todo jefe tiene una imagen formada de sus colaboradores y les trata según ella; pero lo más importante es que esa imagen es percibida por el colaborador aunque el jefe no se la comunique. De tal manera que cuando es positiva, todo va bien, pero cuando es negativa, ocurre todo lo contrario.

### Social
En todos los grupos sociales, la tradición cultural asigna normas de comportamiento a las que se espera que se adapten sus miembros. Generalmente implícitas, estas normas imponen códigos de conducta que no es fácil rehuir, por ejemplo, el que una mujer deba tener gestos delicados o que si la familia de una persona es adinerada, entonces esa persona debe vivir en una casa lujosa.
Lo que empieza como una imitación por parte de los hijos de lo que hacen sus padres se convierte en su propio modo de ser. Esto quiere decir que las personas adquieren un rol a partir de los demás, y acaban creyéndolo propio. Se puede decir entonces, que somos lo que los demás esperan que seamos.
El sociólogo Merton, en 1948, aplicó este concepto al ámbito sociológico, idea que podría explicar parte de la crisis económica actual. Este autor dice que el miedo a una quiebra bancaria, en un inicio sin fundamento, lleva a que los ciudadanos retiren sus depósitos de dicho banco por lo que, efectivamente, lo llevan a la quiebra. También aplica dicho concepto a los prejuicios sociales desde el mismo planteamiento.

## Investigaciones

### Estudio de la motivación humana

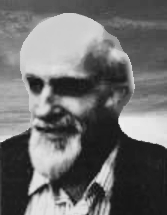
David C. McClelland.

David C. McClelland realizó un “Estudio de la motivación humana”, en el cual se encuentra un epígrafe dedicado al efecto Pigmalión. En este apartado se explica que Rosenthal (1966) demostró cómo las expectativas o sesgos de un investigador influían en el comportamiento de los sujetos estudiados, independientemente del contexto o ámbito en que la investigación se llevara a cabo. Esta investigación la llevó al ámbito educativo, junto con Jacobson en el libro Pygmalion in the Classroom, donde se encuentran resumidamente, las conclusiones anteriormente expuestas en el apartado del efecto Pigmalión en el ámbito educativo. A continuación, McClelland expone un estudio sobre un caso del ámbito escolar en el que se realizaron test de capacidades a alumnos negros del casco urbano de entre 7 y 11 años y del segundo al quinto grado. Una vez evaluados dichos test se les comunicó a los profesores que una mitad de cada clase, elegida al azar, era muy brillante mientras que de la otra mitad se dieron los resultados reales. Los resultados de esta investigación mostraron que la mitad de la clase que se había considerado más capacitada obtuvo un progreso mayor al final de curso, siendo elegida al azar, que la otra parte de la clase cuyos resultados comunicados al profesorado eran reales. También se observaron diferencias de rendimiento de un grado a otro. Como conclusión, McClelland defiende que, al considerar los profesores más inteligentes a ciertos estudiantes, estos tienden a rendir más.

## Críticas
Una de las críticas más importantes que se le hacen a este efecto es que está basado en su ambigüedad, ya que como anteriormente se ha comentado, éste puede ser tanto negativo como positivo. Podría entenderse de varias maneras o admitir distintas interpretaciones y dar, por consiguiente, motivo a dudas, incertidumbre o confusión.[cita requerida]

## Ejemplos

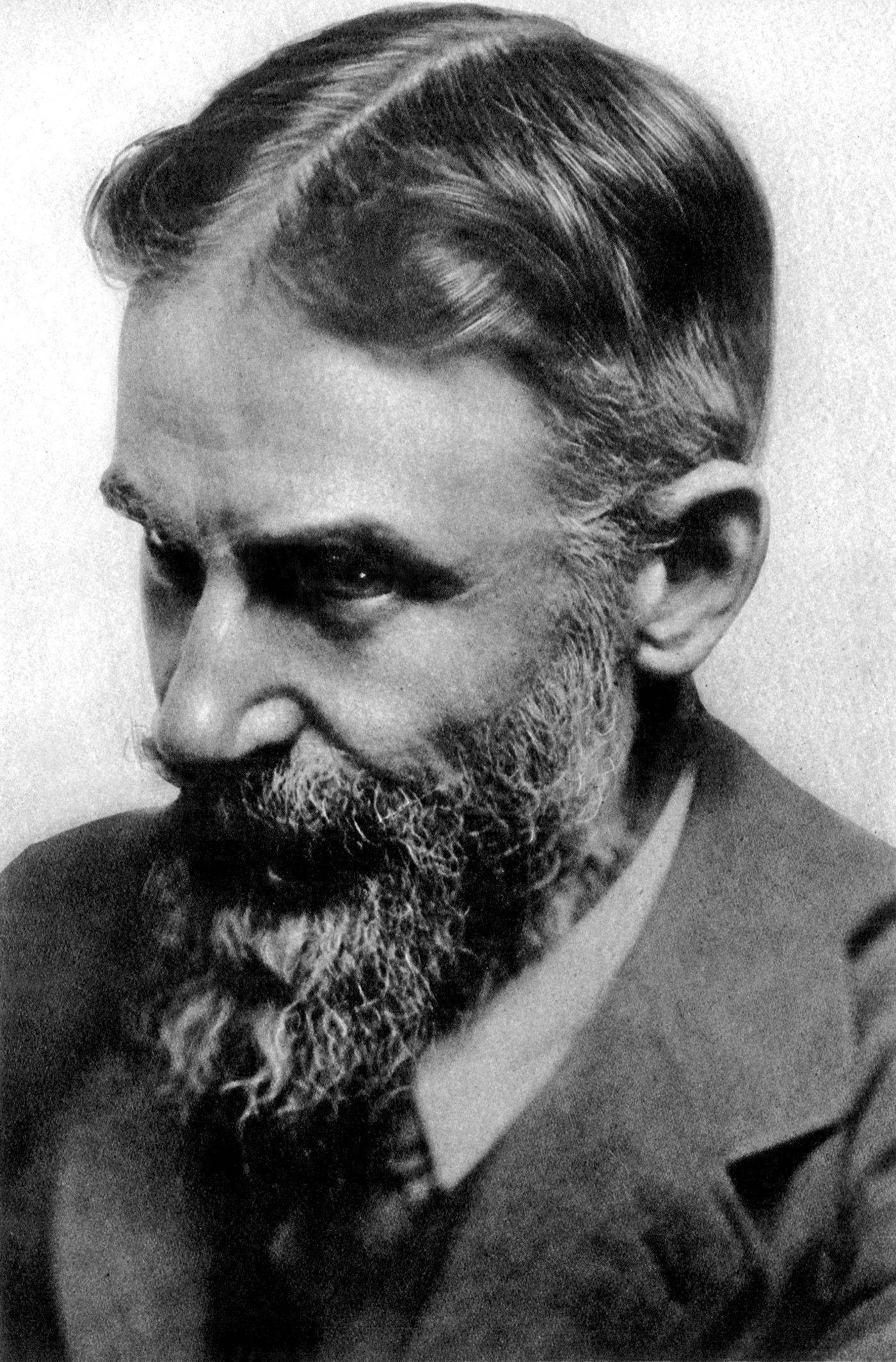
George Bernard Shaw (1913).

- La cultura romana (Ovidio, en sus Metamorfosis) reelaboró el mito: Pigmalión, un escultor, fabricó una estatua de marfil representando su ideal de mujer y se enamoró de su propia creación. La diosa Venus —la equivalente latina de la griega Afrodita— dio vida a la estatua atendiendo a las plegarias de Pigmalión. En la tradición educativa, el mito —versión latina— de Pigmalión tiene una fuerte tradición.

- Desde la obra teatral del mismo nombre de Bernard Shaw (1913) llevada a la pantalla como My Fair Lady (1964) y en la que el profesor Higgins acaba enamorándose de su creación (una chica del arrabal reconstruida, como alumna, en una dama), a la teoría sobre el “efecto Pigmalión” en la escuela, con la que Rosenthal (1968) explica que el maestro actúa convirtiendo sus percepciones sobre cada alumno en una didáctica individualizada que le lleva, constructiva o destructivamente, a confirmar esas percepciones.

- Un jefe entra en la oficina donde están sus trabajadores y observa a uno de sus subordinados, al que aprecia mucho. El jefe no se da cuenta, pero entra con una sonrisa de lado a lado y además habla con un tono amigable y le ofrece tareas que fomentan el crecimiento intelectual. Hasta este momento el subordinado no tenía ningún pensamiento (ni bueno ni malo) hacia su jefe, pero ante estos estímulos es más sencillo que él comience a sentir amistad por su jefe. Sin darse cuenta el jefe, el resultado de la relación entre él y su colaborador ha llegado a la situación que tenía en mente el jefe pero que ha sido favorecida por acciones propias que no ha observado, pero que ha realizado realmente.

- Por otro lado, también existen efectos de Pigmalión con el mismo resultado (se consigue el fin que se tiene en mente) pero de tónica negativa. El jefe no aprecia a un subordinado aunque no sepa cuál es la razón para ello. El subordinado no tiene ningún tipo de opinión sobre su jefe. Cuando llega el jefe lo hace con cara agria, tono imperativo y le asigna tareas que están muy por debajo de la capacidad de su colaborador. El subordinado tiene más probabilidades de acabar realizando sólo ese trabajo pues recibe estímulos que le dirigen hacia esa situación. Al final el jefe dice: "Sabía que no podía dar más", sin darse cuenta de que muchos signos que recibe el colaborador son creados por el jefe de forma velada incluso para él mismo.

- Basado en un experimento real: Se forma una clase de colegio con alumnos iguales, sin diferencias intelectuales, todos capaces de realizar la misma tarea con resultados similares (aprobar el curso). A un profesor se le saca de clase, y se le dice qué alumnos tienen una capacidad más elevada de la media y un gran futuro. También se le dice que ciertos alumnos tienen una capacidad más limitada que la media y que no llegarán muy lejos. Todo ello en realidad es mentira, pero al finalizar el curso se observa que aquellos alumnos de los que se esperaba un alto rendimiento lo tuvieron, y aquellos de los que se esperaba un bajo rendimiento tuvieron unas calificaciones mediocres. Ha ocurrido el efecto Pigmalión. El profesor ha tratado de forma diferente a los alumnos de los que esperaba un alto rendimiento: preguntándoles más en clase, retándoles con desafíos intelectuales; a los alumnos que se consideraban más atrasados se les ignoraba y no eran estimulados. [cita requerida]

| Sujeto        | Deseo                                   | Consecuencia    |
| ------------- | --------------------------------------- | --------------- |
| Pigmalión     | Belleza femenina                        | Galatea         |
| Henry Higgins | Hacer pasar a una violetera por duquesa | Eliza Doolittle |
| Geppeto       | Un hijo                                 | Pinocho         |